# Ельсьєго
Ельсьєго (ісп. Elciego (офіційна назва), баск. Eltziego) — муніципалітет в Іспанії, у складі автономної спільноти Країна Басків, у провінції Алава. Населення — 1046 осіб (2009).
Муніципалітет розташований на відстані близько 250 км на північ від Мадрида, 36 км на південь від Віторії.

## Демографія
Динаміка населення (INE ):

## Галерея зображень

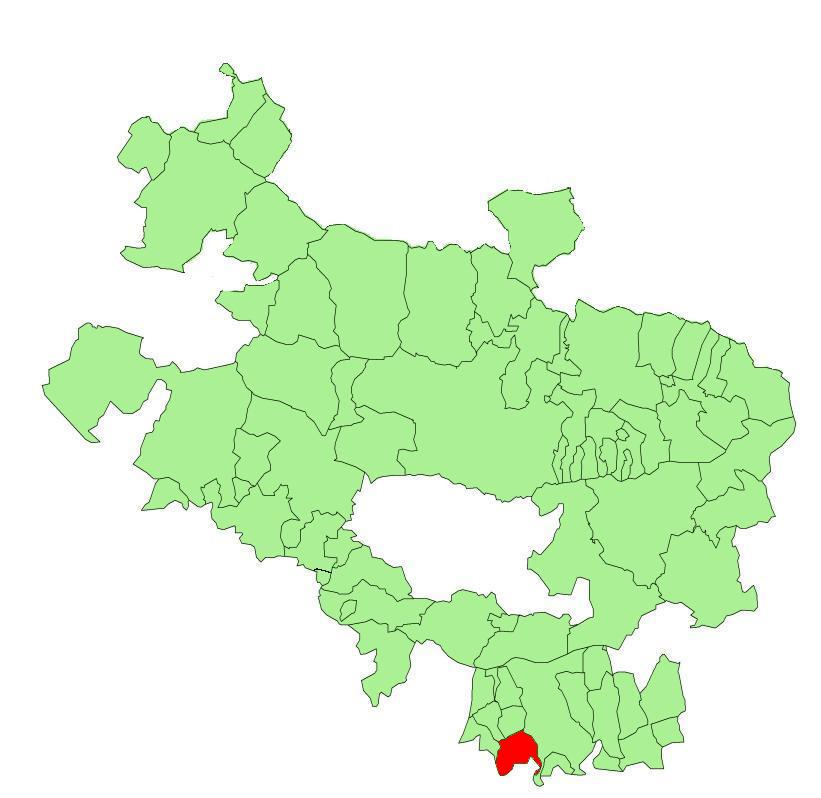
Розташування муніципалітету
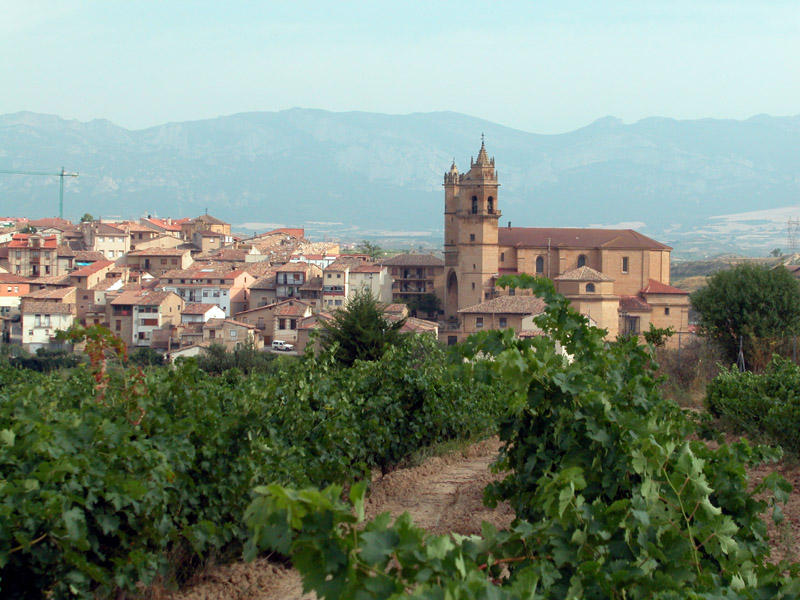
Панорама Ельсьєго і церкви Сан-Андрес
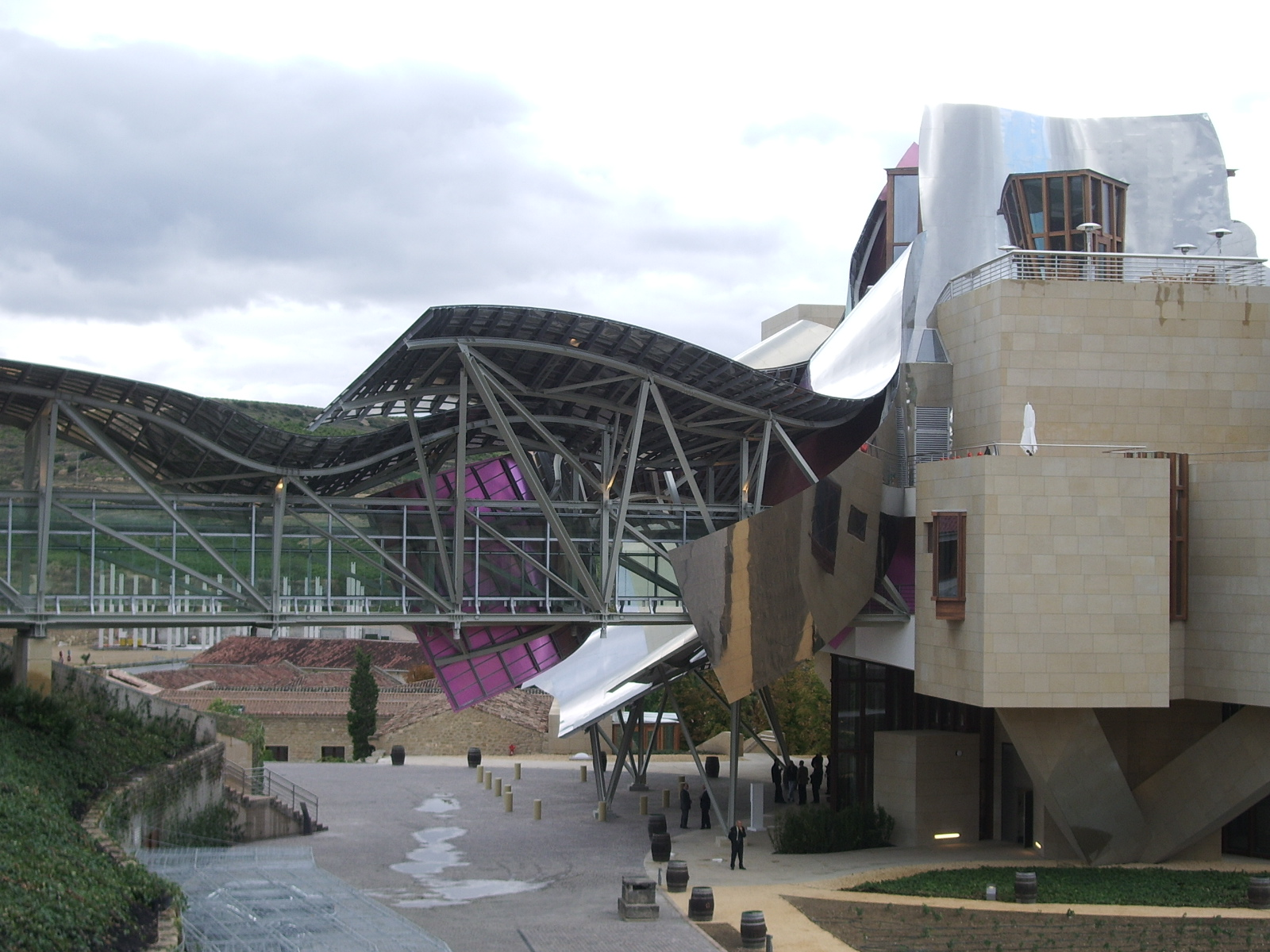
Винний завод і готель Marques de Riscal. Робота архітектора Френка Гері
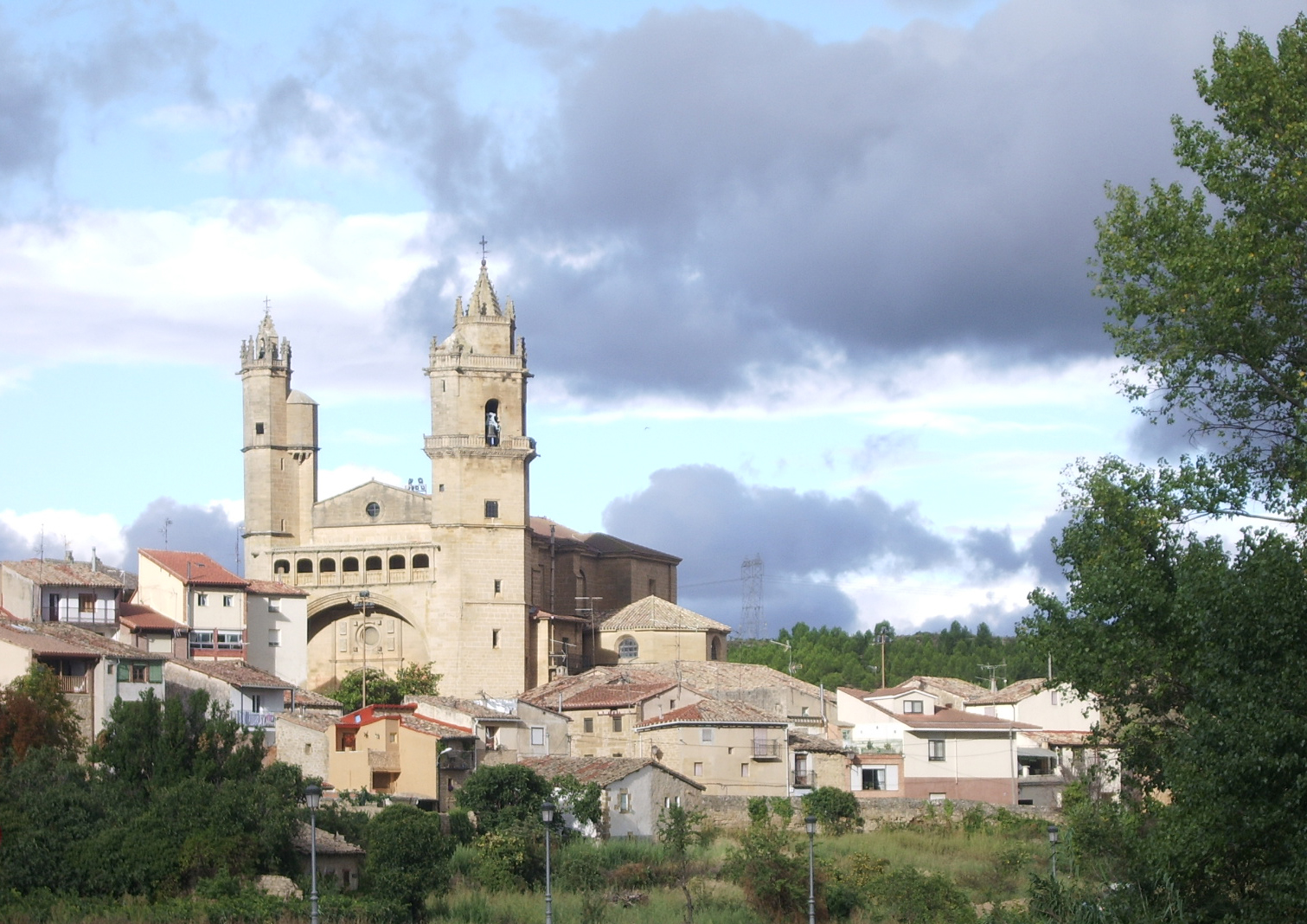
Церква Сан-Андрес-де-Ельсьєго